# Haris Mujezinović
Haris Mujezinović, (nacido el 21 de enero de 1974 en Visoko, Bosnia y Herzegovina) es un exjugador de baloncesto bosnio. Con 2.05 de estatura, su puesto natural en la cancha era el de ala-pívot.

## Trayectoria
- Joliet Junior College (1993-1995)
- Universidad de Indiana (1995-1997)
- Sibenka Šibenik (1997-1998)
- Libertas Forlì (1998-1999)
- SAV Vacallo (1999-2000)
- Kombassan Konya (2000)
- Galatasaray (2000-2001)
- KK Union Olimpija (2001-2002)
- Cibona Zagreb (2002-2003)
- Dinamo Moscú (2003)
- Panathinaikos BC (2003)
- Fortitudo Bologna (2004)
- Lietuvos Rytas (2004-2006)
- Valencia Basket (2006-2007)
- BC Kiev (2007)
- Panionios BC (2007-2008)
- PBK Academic Sofia (2008)
- Pallacanestro Treviso (2008)
- AEL Limassol (2008-2009)
- BC Al Ahli (2009)
- Darüşşafaka S.K.(2009-2010)

## Palmarés
- Liga Adriatica: 1

KK Union Olimpija: 2001-2002
- ULEB Cup: 1

Lietuvos Rytas: 2004-2005
- Liga Báltica: 1

Lietuvos Rytas: 2005-2006